# Хосе Антоніо Ескуредо
Хосе Антоніо Ескуредо (ісп. José Antonio Escuredo, 19 січня 1970) — іспанський велогонщик.
Срібний призер Олімпійських Ігор 2004 року в кейріні.
Срібний призер Чемпіонату світу з велоперегонів на треку 2006 (кейрін), 2004 (кейрін), 2004 (командний спринт) років, бронзовий призер 2000 року в командному спринті.